# Васильева, Лариса Николаевна (миколог)
Лариса Никола́евна Васи́льева (15 февраля 1950, Курск, РСФСР — 23 февраля 2017, Владивосток, Российская Федерация) — советский и российский миколог, научный сотрудник Биолого-почвенного института ДВО РАН; доктор биологических наук.

## Биография
В 1972 году окончила Ленинградский государственный университет. С 1972 по 2017 год работала в Биолого-почвенном институте ДВО РАН. В 1992 году в Ботаническом институте РАН защитила диссертацию на соискание степени доктора наук, посвящённую пиреномицетам Дальнего Востока. С 1995 по 2002 год представляла Россию в Международной Микологической Ассоциации в Комитете по Азии. Умерла 23 февраля 2017 года.

## Научная деятельность
Автор и соавтор более 150 работ. Специалист по сордариомицетам, дотидеомицетам и ритизмовым грибам Азии и Северной Америки. Работы в области теории систематики и биогеографии. Последовательно отстаивала разработанный ею комбинативный подход в систематике, на основе которого предложила новую систему пиреномицетов и локулоаскомицетов. Описала около 100 новых для науки видов, установила новое семейство Sydowiellaceae Lar.N. Vassiljeva.

## Некоторые таксоны грибов, описанные Л. Н. Васильевой
- Порядок Ceratostomatales Lar. Vass., 1987
- Порядок Dimeriales Lar. Vass., 1987
- Порядок Endoxylales Lar. Vass., 1998
- Порядок Phylaciales Lar. Vass., 1987
- Порядок Lophiostomatales Lar. Vass., 1998
- Семейство Sydowiellaceae Lar. Vass., 1987
- Триба Cryptosphaerieae Lar. Vass., 1998
- Триба Plagiostigmeae Lar. Vass., 1994
- Триба Xenotypeae Lar. Vass., 1994
- Род Azbukinia Lar. Vass., 1989
- Род Camaropella Lar. Vass., 1997
- Род Chromendothia Lar. Vass., 1993
- Род Loranitschkia Lar. Vass., 1990
- Род Mollicamarops Lar. Vass., 2007
- Род Neochaetosphaerella Lar. Vass.et al., 2012
- Род Nummauxia Lar. Vass.& S.L.Stephen., 2015
- Род Pseudoyuconia Lar. Vass., 1983
- Род Rossmania Lar. Vass., 2001
- Род Splanchospora Lar. Vass., 1998
- Род Thyriporthe Lar. Vass., 1994
- Род Tortulomyces Lar. Vass.et al., 2013

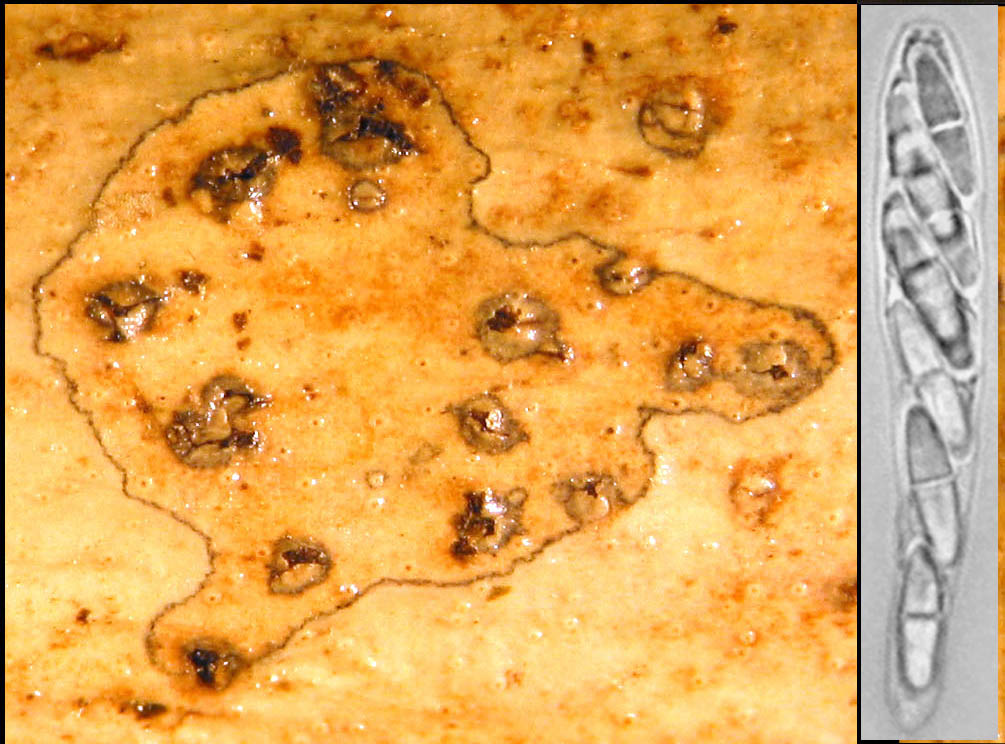
Allantoporthe leucothoës Lar.N. Vassiljeva
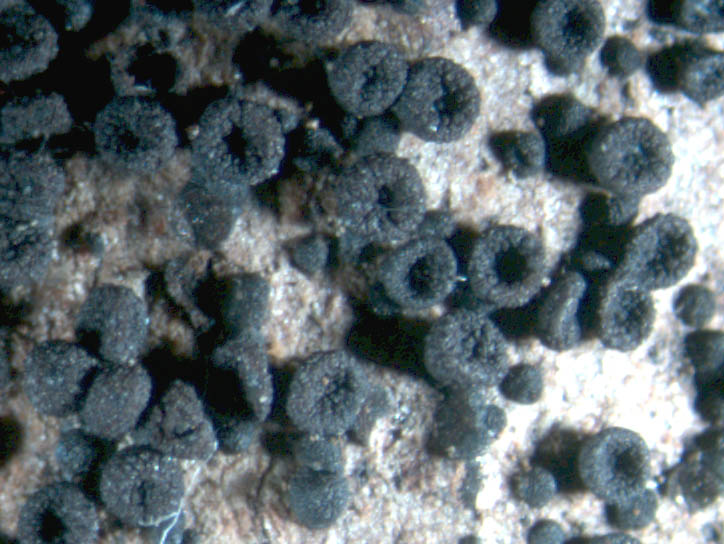
Bertia hainanensis Lar.N. Vassiljeva, H.X. Ma, Chernyshev & S.L. Stephenson
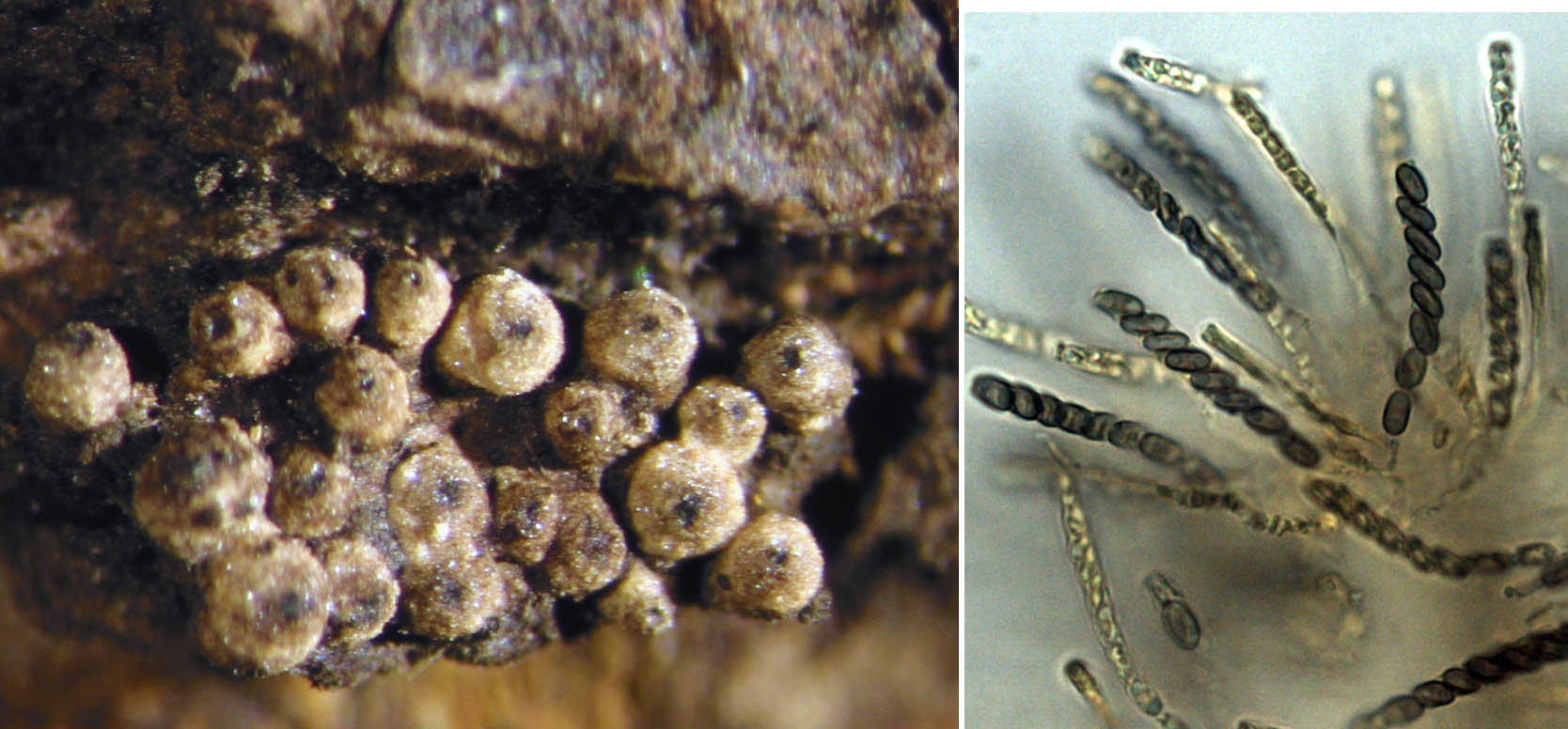
Chromendothia citrina Lar.N.Vassiljeva
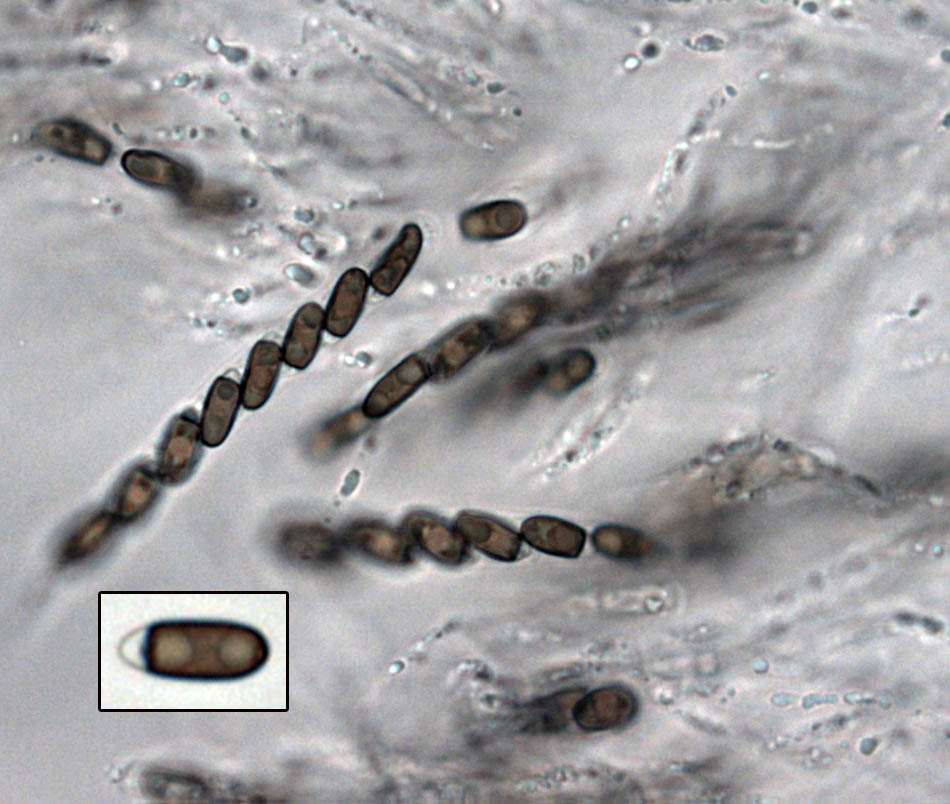
Chromendothia appendiculata Lar.N.Vassiljeva
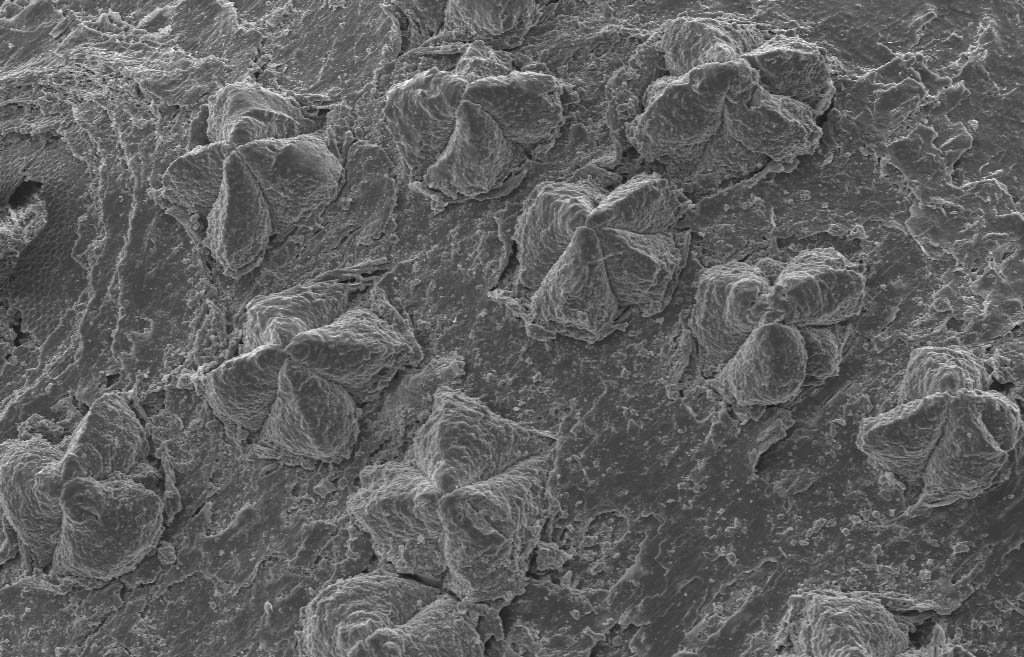
Cryptosphaeria exornata Lar.N.Vassiljeva
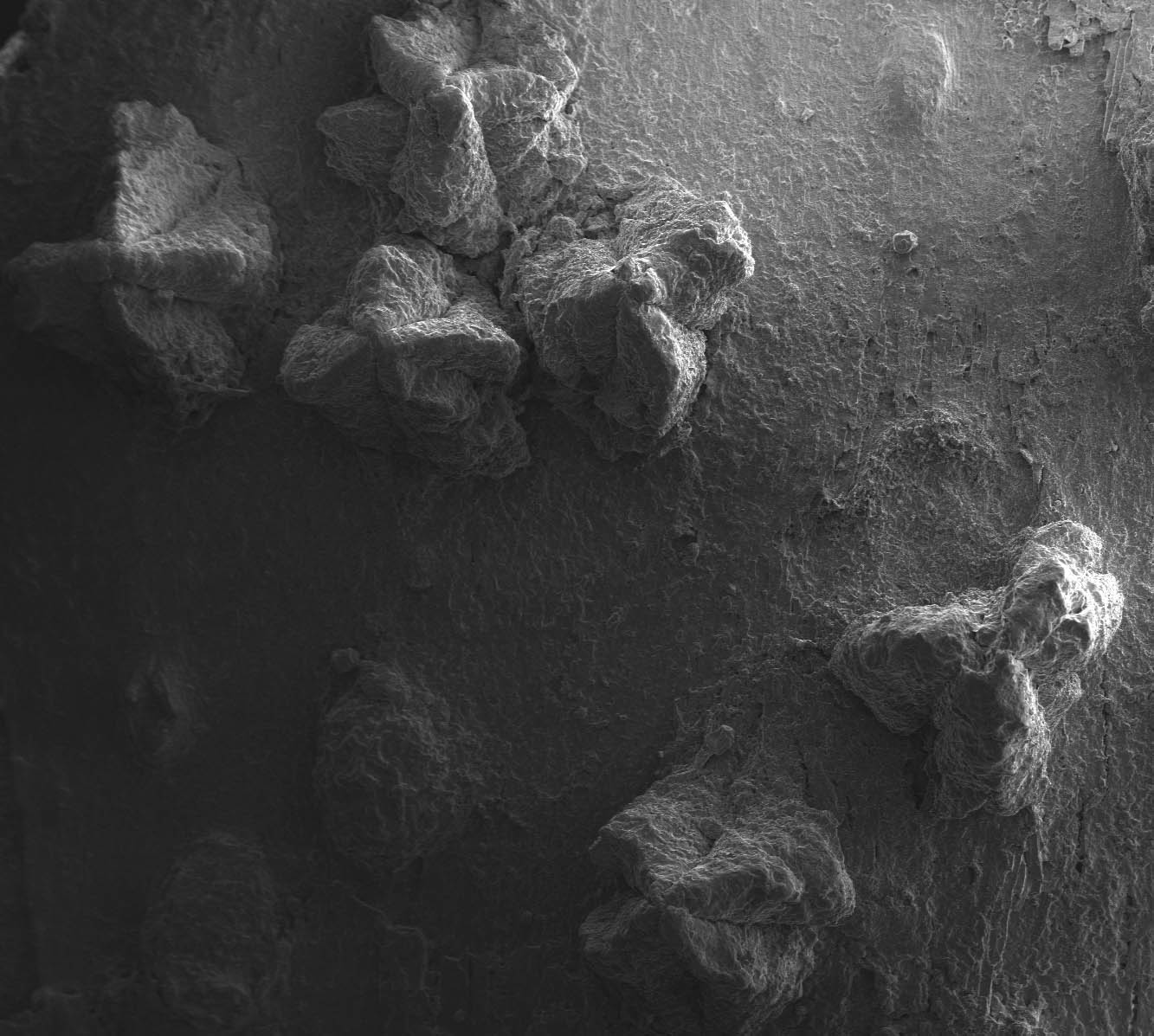
Cryptosphaeria venusta Lar.N. Vassiljeva
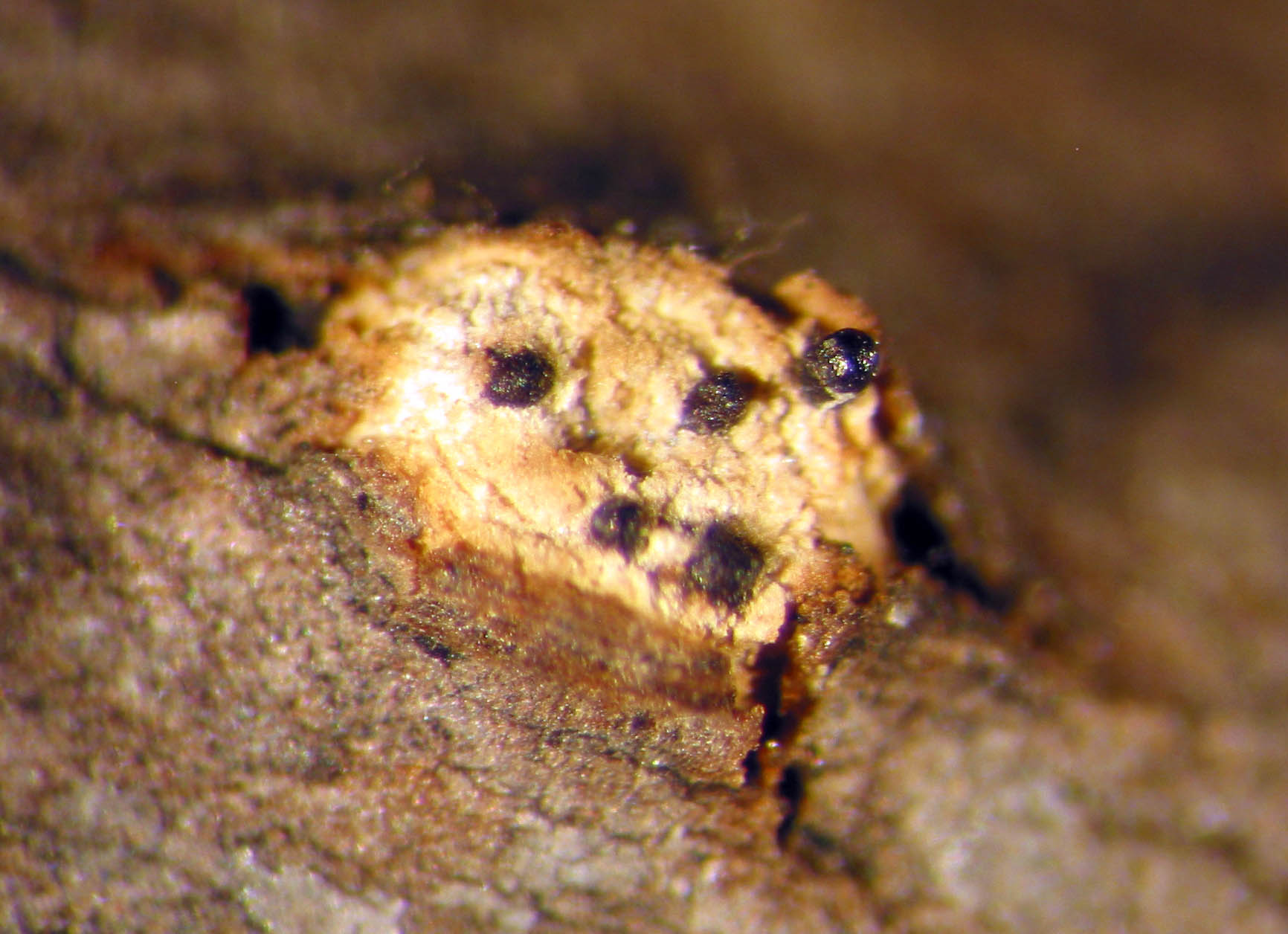
Leucodiaporthe acerina M.E. Barr & Lar.N. Vassiljeva
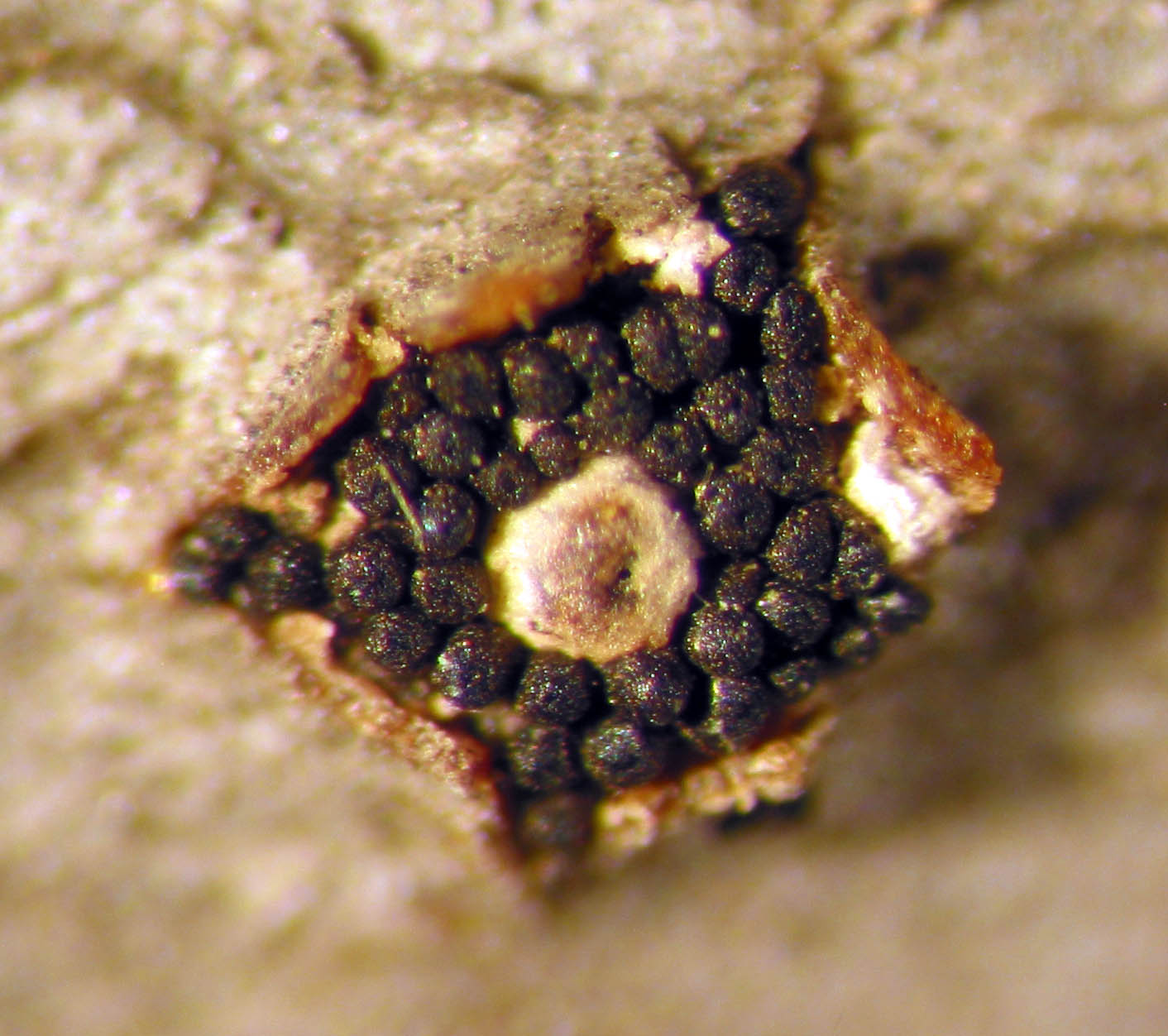
Leucodiaporthe juglandis Lar.N.Vassiljeva
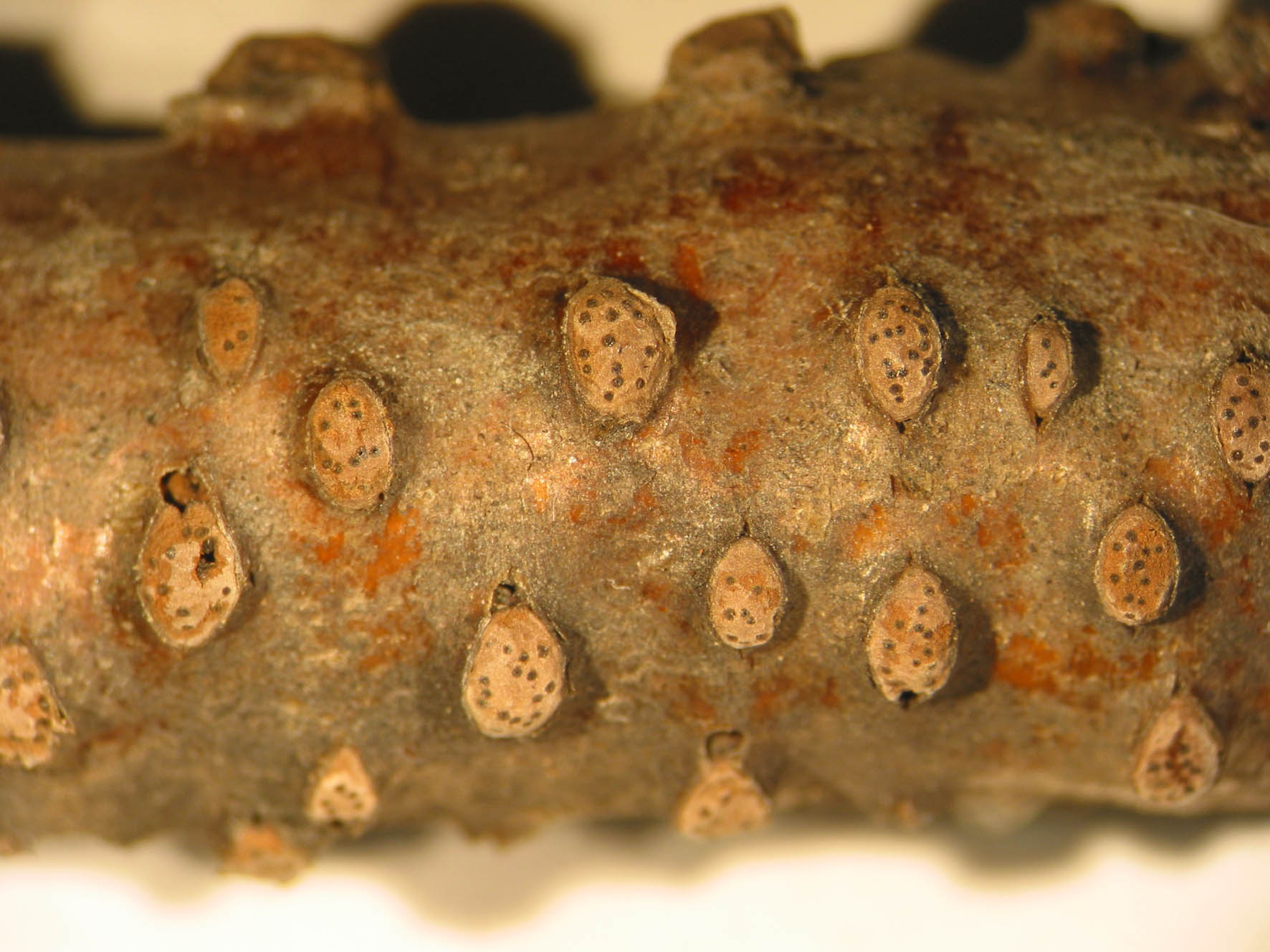
Leucodiaporthe maackii (Lar.N. Vassiljeva) M.E. Barr & Lar.N. Vassiljeva
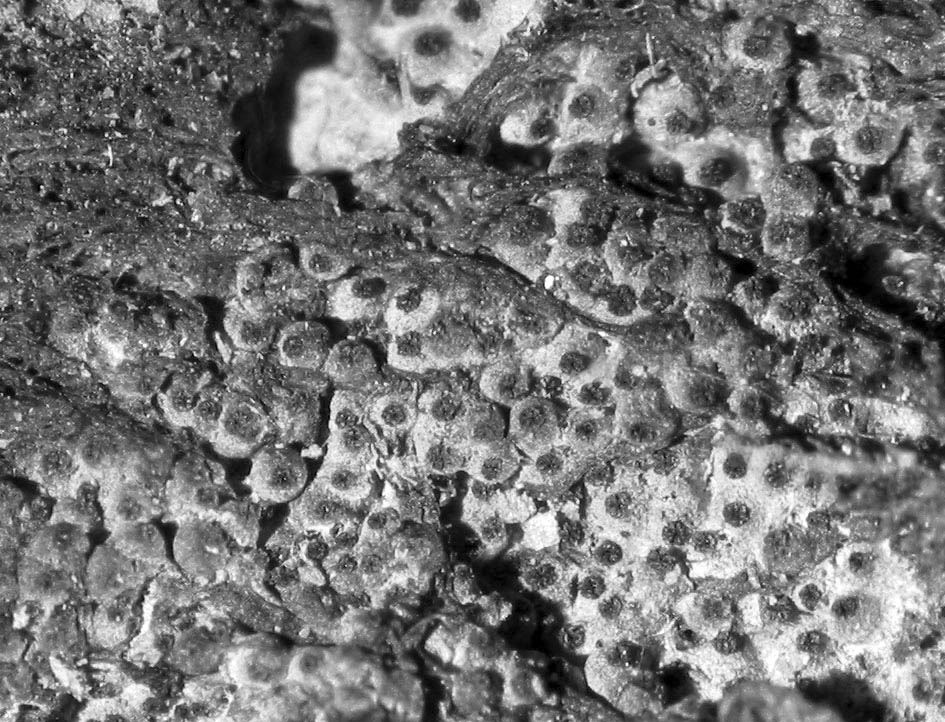
Mollicamarops stellata Lar.N.Vassiljeva
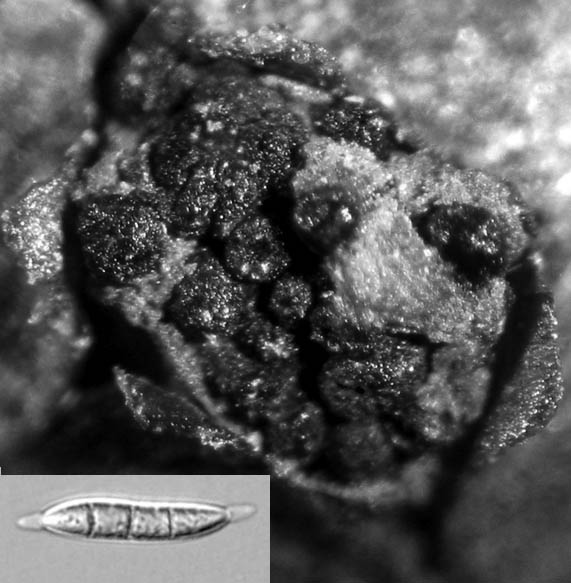
Phragmodiaporthe padi Lar.N.Vassiljeva
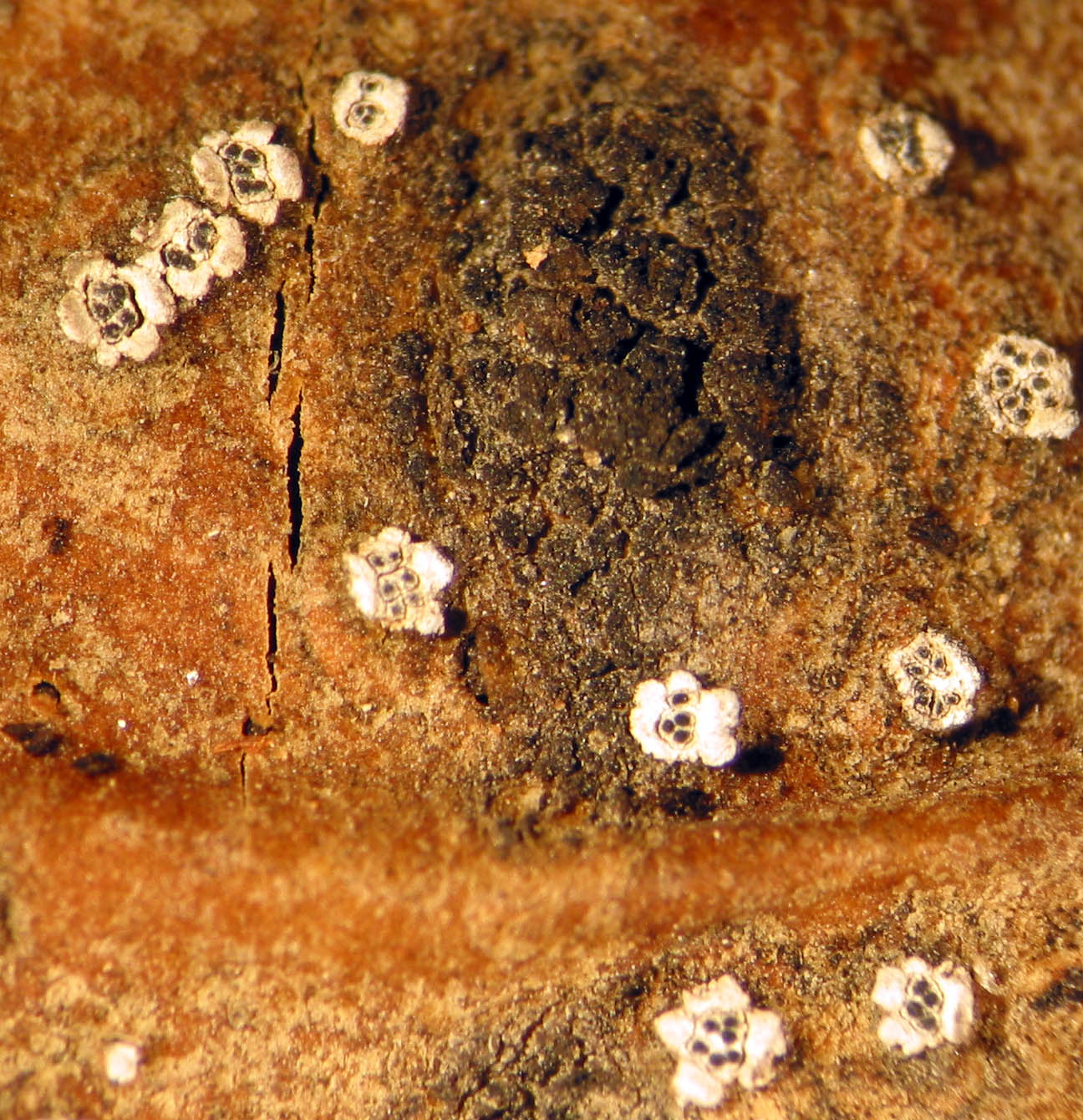
Leucostoma pseudoniveum Lar.N.Vassiljeva

## Избранные труды
- Васильева Л. Н. Пиреномицеты и локулоаскомицеты севера Дальнего Востока. — Л., 1987. — 255 с.
- Васильева Л. Н. Система пиреномицетов. — Владивосток: Дальнаука, 1994. — 424 с.
- Васильева Л. Н. Некоторые замечания по поводу мерономии // Журнал общей биологии. — 1997.- Т. 58. № 2. — С. 80-99.
- Васильева Л. Н. Кладистика в микологии // Микология и фитопатология. — 1998. — Т. 32, Вып. 2. — С. 1-10.
- Васильева Л. Н. Пиреномицеты и локулоаскомицеты. Низшие растения, грибы и мохообразные советского Дальнего Востока. Грибы. Т. 4. — СПб.: Наука, 1998. — 419 с.
- Vasilyeva L. N. Systematics in Mycology. — Stuttgart, 1999. — 253 p.
- Vasilyeva L. N., Stephenson S. L. Biogeographical patterns in pyrenomycetous fungi and their taxonomy. 1. The Grayan disjunction // Mycotaxon. — 2010. — Vol. 114. — P. 281—303.
- Vasilyeva L. N., Stephenson S. L. The problems of traditional and phylogenetic taxonomy of fungi // Mycosphere. — 2010. — Vol. 1. — P. 45-51.
- Vasilyeva L. N., Stephenson S. L. The hierarchy and combinatorial space of characters in evolutionary systematics // Botanica Pacifica: J. plant science and conservation. — 2012. — Vol. 1. — P. 21-30.
- Vasilyeva L. N., Stephenson S. L. An essentialistic view of the species problem. In: The Species Problem — Ongoing Issues. I.Ya. Pavlinov (ed.) — Rijeka, 2013. — P. 141—169.